# Eyelids
Eyelids (stilizzato eyelids con l'iniziale minuscola) è il secondo singolo da solista della cantante statunitense Paris Jackson, figlia di Michael Jackson, pubblicato il 22 gennaio 2021 dalla Republic Records, ed estratto dal suo primo album da solista intitolato Wilted.

## Descrizione
La canzone è una ballata in stile alt-rock e folk in cui la ragazza canta dell'attrazione devastante dei ricordi ed è un featuring che vanta la collaborazione di Andy Hull, componente del gruppo Manchester Orchestra, che ha co-scritto questo ed altri brani dell'album con la Jackson.

## Il videoclip
Il videoclip della canzone, girato in bianco e nero, è stato diretto da Phillip Lopez e pubblicato in esclusiva su YouTube e vede la presenza della Jackson e di Hull, così come nella canzone. Il video è stato anticipato da una video chat in diretta in cui i due cantanti hanno chattato pubblicamente rispondendo anche alle domande dei fan.